# 锡沪路
锡沪路是位于中国江苏省无锡市的一条道路，呈东西走向，全长约13公里余。该路兴建于民国21年（1932年）10月，民国24年（1935年）7月建成，为无锡到上海之公路，现因交通变化已不具长途功能，而无锡城中段仍保留锡沪路旧称至今。

## 简介

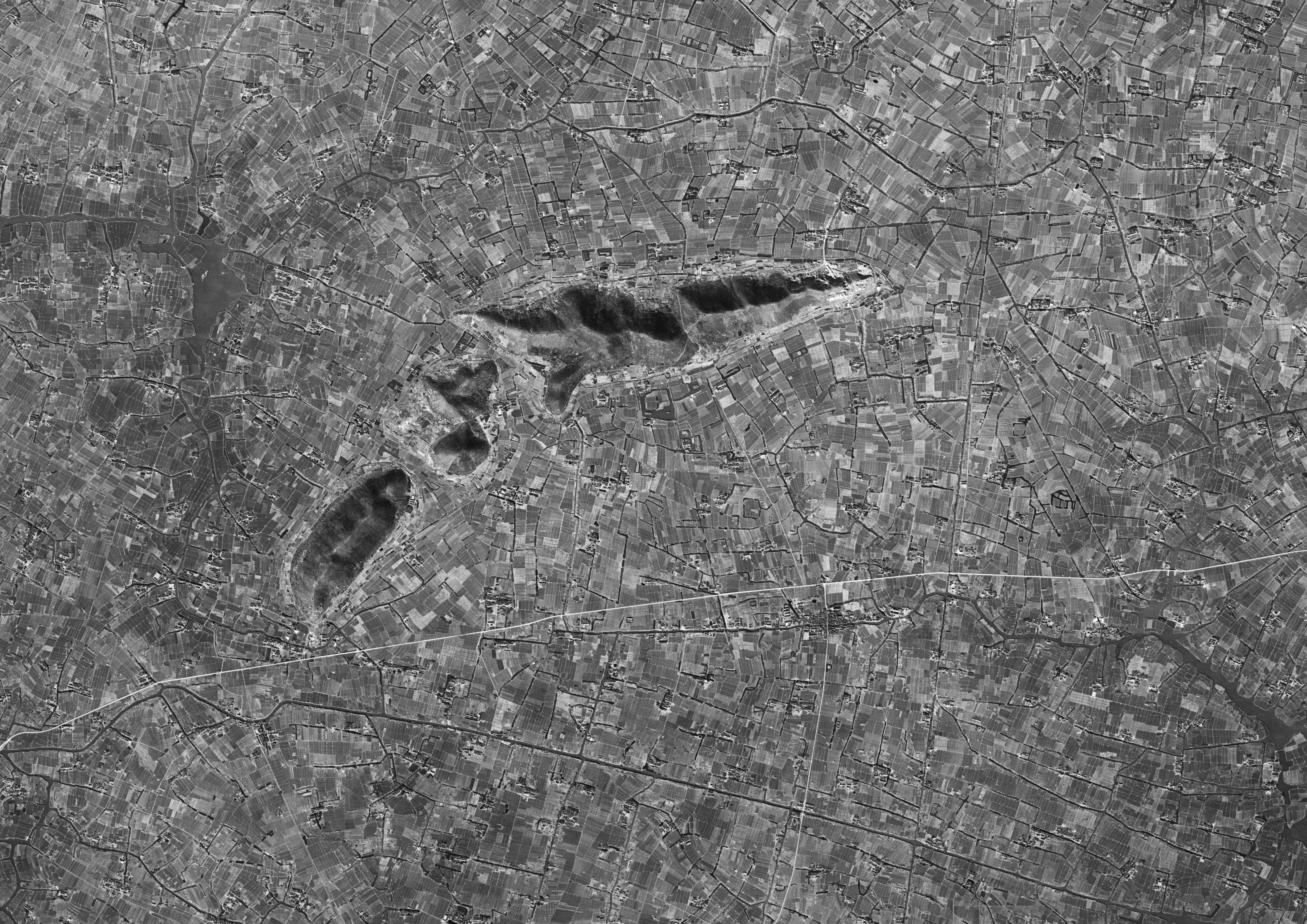
锡沪路安镇路段卫星图（1969年）

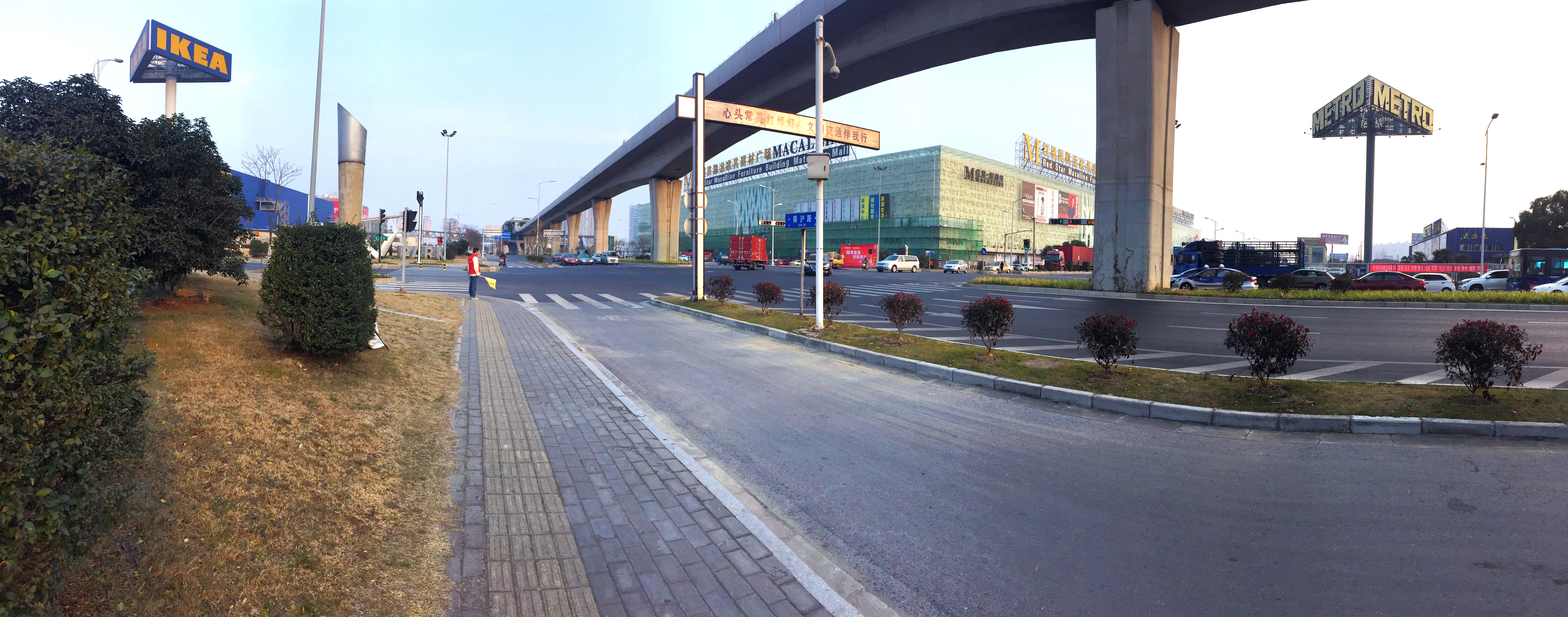
錫滬路往東方向終點（與團結大道、東安路交匯）

锡沪路兴建之肇起，始于1933年9月3日，时蒋中正在牯岭急电上海市长吴铁城，授意组织锡沪长途汽车公司，并集资筹筑锡沪公路。同年10月，吴铁城邀集王晓籁等人发起组织锡沪长途汽车公司筹备委员会，着手招商认股，筹资筑路。筹备委员会由张公权、荣宗敬、虞洽卿、史量才、杜月笙、俞鸿钧、陈果夫、孔祥熙、张静江、宋子文、王尧臣、钱孙卿等锡沪政商名录共65人组成。
次年3月，江苏省建设厅正式奉命修筑锡沪路。4月，建设厅与锡沪长途汽车公司签订借款58.4万元的筑路专营合同，旋即开工。为指导和督促锡沪路的兴建，江苏省建设厅在无锡设立锡沪路工程处，并在无锡、常熟、嘉定设立分段事务所，全部工程均用招标方法包工修筑，其路线由无锡城北周山浜起，经东亭、羊尖、常熟，与虞苏公路相交后，出常熟东门，经古里、白茆、支塘、直塘抵太仓，再环城而东，经新丰、葛隆、外岗、嘉定、南翔、真如入上海。公路路宽5米，共设桥梁171座，其中新建桥梁149座，全长138.86公里，工程经费130余万元。
1935年7月，锡沪公路全线竣工。8月15日，于嘉定古猗园举办通车典礼。1949年后，因道路延长至宜兴，锡沪路成为沪宜公路的一部分。
随着道路建设的日新月异，如今锡沪路已蜕变为一条无锡市的市内道路，其西起自兴昌北路、终至无锡东郊的东安路，分锡沪西路、锡沪中路、锡沪东路三段。沿路而行，可至无锡中央车站、火车站、汽车客运总站等无锡市重要交通枢纽，亦可到达无锡锡东高铁新城的宜家家居、宜家荟聚商场、麦德龙等地。

### 轶事
- 锡沪公路建成后，设有锡沪长途汽车公司，经营锡沪两地的公路运输。该公司虽然设立在上海，但其车牌则会注明“跨越”字样，表示所缴车捐税后，可通行于无锡与上海两地。此样式的车牌也是中国目前唯一一种有实物可考的“跨越类”民国车牌。[4]

## 主要交汇道路
锡沪路自西向东主要交汇道路如次：
| 路名              | 可到达                                       |
| ----------------- | -------------------------------------------- |
| 兴昌北路          | 梨花家园、新桥花园                           |
| 通江大道          | 无锡中央车站、火车站、汽车客运总站           |
| 广瑞路            | 无锡市广播电视大学、益明苑、广瑞一村         |
| 江海东路 快速内环 | 红豆人民路九号、简新新村                     |
| 广南路            | 月星家居、哥伦布广场                         |
| 友谊中路          | 宝城花园、源泉新村、东亭医院                 |
| 进 312国道立交    |                                              |
| 团结大道 東安路   | 百安居、宜家家居、麦德龙、红星美凯龙、迪卡侬 |